# Silvia Valmaña Ochaíta
Silvia Valmaña Ochaíta (Madrid, 30 de enero de 1963) es una profesora universitaria y política española, miembro del Partido Popular. Es directora general de Infancia, Familia y Fomento de la Natalidad de la Comunidad de Madrid desde el 6 de julio de 2022 y secretaria de Igualdad del Partido Popular.
Fue diputada por Guadalajara desde el 20 de diciembre de 2015 para las XI, XII y XIII legislaturas, ejerciendo, entre otras funciones, de portavoz de Discapacidad, Servicios Sociales y Universidades.

## Biografía
Está casada y es madre de cuatro hijos. Es doctora en Derecho por la Universidad de Alcalá y profesora de Derecho Penal en la Universidad de Castilla-La Mancha. Es autora de más de un centenar de publicaciones, destacando entre sus líneas de investigación las relativas al estudio de las consecuencias jurídicas de la violencia en la familia, la violencia de género y la violencia contra menores.
De 2011 a 2015 desempeñó el cargo de directora general de Familia, Menores, Promoción Social en el Gobierno de Castilla-La Mancha.